# Scoglio di Levante
Lo scoglio di Levante è un'isola italiana, in Campania. Sorge di fronte all'isola di Nisida, a Napoli. Nei suoi pressi è situato un altro scoglio, chiamato Scoglio di Ponente.